# Michael Franz Anton von Althann
Michael Franz Anton von Althann (ur. 2 lutego 1760, zm. 6 maja 1817) – austriacki arystokrata z rodu Althannów, hrabia, właściciel dóbr ziemskich w południowej części hrabstwa kłodzkiego.

## Życiorys
Urodził się w 1760 roku jako siódmy syn Michaela Johanna von Althanna i jego czwartej żony Marii Christiny Juliany von und zu Wildenstein (1727-1794). Pochodził z bocznej linii rodu Althannów. Po niepodziewanej śmierci swojego przyrodniego brata w 1815 roku, Michaela Johanna Nepomucka objął władzę w posiadłościach rodowych Althannów na ziemi kłodzkiej, w skład których wchodziły: majorat w Międzylesiu, dobra w Roztokach i Wilkanowie. Zmarł niespełna dwa lata później. Ze związku małżeńskiego zawartego w 1783 roku z Marią Eleonorą Batthyány (1760-1831), nie doczekał się potomstwa.